# مقاطعة بيركويمانز (كارولاينا الشمالية)
مقاطعة بيركويمانز (بالإنجليزية: Perquimans County)‏ هي إحدى مقاطعات ولاية كارولاينا الشمالية في الولايات المتحدة الأمريكية. مركز المقاطعة أو مقعدها هي مدينة هرتفورد. تأسست هذه المقاطعة سنة 1668.أصل هذه المقاطعة يأتي من: مقاطعة ألبيمارل.